# Коэн, Стивен (стоматолог)
Доктор Сти́вен Ко́эн (родился 23 сентября 1938) – американский доктор, эндодонтист, доктор стоматологической хирургии, член международной коллегии стоматологов, член американской коллегии стоматологов.

## Биография
Стивен Коэн окончил аспирантуру по эндодонтии в Пенсильванском университете в 1969 году, после чего открыл собственную практику.

С 1970 по 1988 год доктор Коэн занимал должность заведующего кафедрой эндодонтии в школе стоматологии Артура А. Дугони при Тихоокеанском университете.

С 1970 по 1974 год был заведующим эндодонтическим отделением в клинике Маунт Зион – крупном клиническом центре.

С 1984 по 1989 год возглавлял Американский совет по эндодонтии.

С 2005 до 2009 года занимал должность адъюнкт-профессора клинической эндодонтии на кафедре практической и восстановительной стоматологии в стоматологической школе при университете Калифорнии (Сан-Франциско).

В настоящее время ведет собственную клиническую практику, проводит лекции для врачей-стоматологов в Северной и Южной Америке, Азии, Восточной Европе. 

В разное время выступал независимым консультантом по эндодонтии на базе ВВС Трэвис, в военно-морском госпитале Оукс-Нолл, армейском госпитале общего профиля Леттерман.

## Публикации
Стивен Коэн является автором наиболее популярного в мире учебника по эндодонтии «Путь пульпы», соредактором обновленного 10-го издания данного учебника. Учебник переведен на испанский, португальский, итальянский, японский, хинди, китайский, греческий, корейский, русский, индонезийский языки.

В 2006 году выступил соредактором клинического гида по стоматологической травматологии.

## Награды
В 2008 году получил награду имени Луи Гроссмана от французского общества эндодонтистов.

В 2015 году получил награду Ральфа Соммера от американской ассоциации эндодонтистов.